# Eacles bertrandi
Eacles bertrandi är en fjärilsart som beskrevs av Lemaire 1981. Eacles bertrandi ingår i släktet Eacles och familjen påfågelsspinnare. Inga underarter finns listade i Catalogue of Life.